# Le Choix (roman)
Pour le film de Jacques Faber, voir Le Choix.
Le Choix (titre original : The Choice) est un roman court de science-fiction de Paul J. McAuley paru en 2011 puis traduit en français et publié aux éditions Le Bélial' en 2016. Il a obtenu le prix Theodore-Sturgeon 2012.
Ce roman court se déroule dans le même univers que celui de la série Jackaroo du même auteur et qui comprend plusieurs nouvelles ainsi que deux romans : Something Coming Through (2015) et Into Everywhere (2016).

## Résumé
Deux jeunes adolescents, Lucas Wittstruck et Damian Playne, sont amis depuis toujours. Vivant sur une île du peu qu'ils tirent de la mer, ils aspirent à parvenir un jour à quitter la Terre pour se rendre dans des colonies humaines sur d'autres planètes. Un jour, un dragon, sorte de vaisseau autonome extraterrestre, s'écrase non loin de leur île. Les deux amis se rendent vers son point de chute dans l'espoir de trouver quoi que ce soit d'intéressant...